# Norrent-Fontes
Norrent-Fontes – miejscowość i gmina we Francji, w regionie Hauts-de-France, w departamencie Pas-de-Calais.
Według danych na rok 1990 gminę zamieszkiwało 1499 osób, a gęstość zaludnienia wynosiła 263 osób/km² (wśród 1549 gmin regionu Nord-Pas-de-Calais Norrent-Fontes plasuje się na 439. miejscu pod względem liczby ludności, natomiast pod względem powierzchni na miejscu 620.).